# Tine Rožanc
Velentin Tine Rožanc, slovenski komunist in narodni heroj Jugoslavije, * 8. februar 1895, Trata, † 13. oktober 1942, Ljubljana (ustreljen kot talec).
Rožanc se je rodil na majhni kmetiji, po končani osnovni šoli pa se je začel učiti za čevljarja. Med 1. svetovno vojno se je s 17. pehotnim polkom kot vojak Avstro-ogrske boril najprej na vzhodni, nato pa še na italijanski fronti. Leta 1917 je sodeloval v uporu vojakov v Judenburgu. Zaradi sodelovanja je bil aretiran in obsojen na smrt, a so ga kasneje pomilostili. 
Po vojni se je zaposlil v železniških delavnicah v Dravljah in se kmalu priučil za livarja. Leta 1921 je sodeloval v stavki železničarjev. 
Po poroki se je preselil k ženi na kmetijo njenih staršev v Spodnje Pirniče, kjer je kmalu postal priljubljen med sosedi. Postal je član gasilskega društva in planinske zveze, bil pa je tudi odbornik občine Šmartno. Leta 1929 mu je bil na predlog vplivnih kmetov in obrtnikov odvzet mandat. Med svojim mandatom je bil skrbnik Martina in Franca Rozmana saj je njun oče padel med 1. svetovno vojno na vzhodni fronti. 
Po požaru, ki je uničil delavnice v Dravljah, so delavnice ukinili, delavce pa so poslali na delo v Sisak. Tam je Rožanc leta 1935 vstopil v Komunistično partijo Jugoslavije. Po vrnitvi v Slovenijo je postal sekretar partijske celice v kotlovnici železnice, hkrati pa se je začel politično udejstvovati tudi v vasi, v kateri je takrat živel.
Med okupacijo Jugoslavije je Rožanc začel z zbiranjem orožja in streliva, ki ga je s somišljeniki kradel z vojaških vagonov. 
Spodnje Pirniče so se takrat nahajale v nemški okupacijski coni, kotlovnica pa v italijanski. Rožanc je tako z dovolilnicami vsakodnevno prehajal preko razdelilne črte, kar je izkoristil tudi po začetku oboroženega upora proti okupatorjem. Postal je kurir med enotami na obeh straneh meje. Dolgo ni bil sumljiv, ko pa so ga odkrili in so ga hoteli 20. avgusta 1941 aretirati, je pobegnil. Namesto njega so aretirali njegovo ženo, a so jo že oktobra izpustili. Takrat sta oba naskrivaj prestopila demarkacijsko črto in se umaknila v Ljubljano. 
V Ljubljani sta se nastanila  pri Petru Romavhu, sekretarju Komiteja KP železniškega vozlišča, katerega član je bil tudi Rožanc. V Komiteju je imel Rožanc razne zadolžitve, po večini pa je opravljal kurirske in oskrbovalne naloge za partizanske enote. 
1. junija 1942 je italijanska policija na ulici ustavila Petra Romavha, pri osebnem pregledu pa so pri njem našli nekaj letakov in ilegalnih časopisov. Zaradi tega so pri njem opravili hišno preiskavo, kjer so našli še več ilegalnega materiala. Ob tem so aretirali tudi Tineta Rožanca in njegovo ženo. Njima sicer niso mogli ničesar dokazati, a so ženo vseeno poslali v taborišče na Rab, Tineta pa v taborišče v Gonars. Tam so sotaboriščniki paznikom odkrili njegovo pravo identiteto, zaradi česar so ga poslali nazaj v Ljubljano, kjer so ga začeli zasliševati. 
13. oktobra 1942 je bil v svoji vili v Ljubljani ubit bivši ban Dravske Banovine doktor Marko Natlačen, vodja slovenskih protikomunistov. Italijani so še istega dne pred njegovo hišo iz maščevanja ustrelili 24 talcev, med katerimi je bil tudi Tine Rožanc. 
Za narodnega heroja je bil proglašen 21. julija 1953.